# Arresta communia de Scacario
Les Arresta communia de Scacario sont un ensemble d'arrêts de l'échiquier de Normandie formant une jurisprudence complémentaire à la Summa de legibus. Cet ensemble constitue la coutume de Normandie, fondement du droit normand ancien et moderne.

## Histoire
Ces arrêts notables de l'échiquier normand portent le nom des manuscrits dans lesquels ils ont été recueillis dans le dernier quart du XIIIe siècle, entre 1276 et 1299. Il décèle bien l'importance doctrinale que les praticiens du droit normand médiéval attachaient à ces décisions judiciaires.
Plusieurs de ces arrêts ont été inscrits en marge de certains coutumiers médiévaux et notamment de la Summa de legibus, inscriptions qui leur a notamment valu une certaine fortune, en passant peu à peu dans le corps du texte, ou sous forme de glose permanente.